# Brandweerzone Oost-Limburg
Brandweerzone Oost-Limburg is een van de 35 Belgische en een van de drie Limburgse hulpverleningszones. De zone verzorgt vanuit acht brandweerposten de brandweerzorg en een groot deel van de ambulancehulpverlening in het oosten van de provincie Limburg (het Maasland, de Voerstreek en een deel van de Limburgse Kempen).

## Beschermingsgebied
Het beschermingsgebied van Brandweerzone Oost-Limburg beslaat ongeveer 790 km² en omvat 13 gemeenten die gezamenlijk een bevolking van ongeveer 320.000 inwoners vertegenwoordigen. Sinds de gemeentelijke fusie van Meeuwen-Gruitrode en Opglabbeek tot de gemeente Oudsbergen, is de zone uitgebreid met het gebied van Meeuwen-Gruitrode. 
Sinds de gemeentelijke fusie van Bilzen en Hoeselt tot de gemeente Bilzen-Hoeselt is het aantal gemeenten verminderd van 14 naar 13.
Brandweerzone Oost-Limburg grenst tevens aan Hulpverleningszone Noord-Limburg, Hulpverleningszone Zuid-West Limburg, Luik Zone 2 IILE-SRI, Hulpverleningszone Vesdre - Hoëgne & Plateau en aan Nederland.
Op 1 januari 2019 wijzigde de zone ten gevolge van de gemeentefusie van Meeuwen-Gruitrode en Opglabbeek tot de gemeente Oudsbergen. Hierbij breidde de zone uit met het gebied van Meeuwen-Gruitrode. Op 1 januari fuseren de gemeenten Bilzen en Hoeselt waardoor de zone vanaf dan nog 13 gemeenten telt. Ook de brandweerposten van Bilzen en Hoeselt fuseren waardoor er vanaf dan nog 7 brandweerposten zijn.
De onderstaande lijst geeft een overzicht van de gemeenten en hun kenmerken:
| Gemeente             | Bevolkingsaantal (01/01/2024) | Oppervlakte (in km²) |
| -------------------- | ----------------------------- | -------------------- |
| As                   | 8.259                         | 22,07                |
| Bilzen-Hoeselt       | 42.862                        | 106,08               |
| Dilsen-Stokkem       | 21.346                        | 65,61                |
| Genk                 | 67.877                        | 87,85                |
| Houthalen-Helchteren | 30.896                        | 78,27                |
| Kinrooi              | 12.406                        | 54,76                |
| Lanaken              | 26.366                        | 59,00                |
| Maaseik              | 25.823                        | 76,91                |
| Maasmechelen         | 40.219                        | 76,28                |
| Oudsbergen           | 23.875                        | 116,37               |
| Riemst               | 16.896                        | 57,88                |
| Voeren               | 4.406                         | 50,63                |
| Zutendaal            | 7.384                         | 32,07                |
| TOTAAL               | 328.615                       | 883,62               |